# Meckan’s Grave

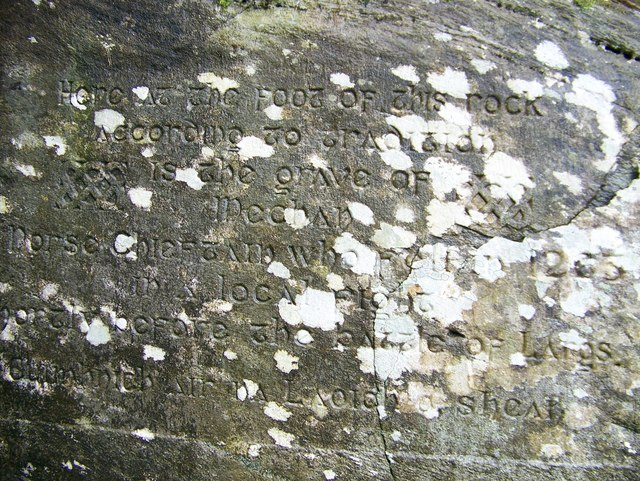
Inschriftstein an Meckan’s Grave

Meckan’s Grave (auch Mechans Grave) ist eine Steinkiste im Watt am Nordende des Loch Riddon (auch Loch Ruel) nahe der UK road A8003, südlich von Ormidale bei Dunoon in Argyll and Bute in Schottland.
Gemäß einem Eintrag im Namensbuch von 1870 war Meckan der Sohn von König Magnus von Norwegen (1024–1047), der in der Schlacht bei Crudail getötet wurde. Vor einigen Jahren wurde das Grab vom Besitzer geöffnet, aber es wurde nichts gefunden. Eine Plakette zeichnet den Punkt auf einem nahen Felsen auf dem Festland.
Laut Canmore befindet sich die Steinkiste auf dem Watt nördlich des Felsens.